# طارمة (هندسة رياضية)
في الهندسة الرياضية، الطارمة (بالإنجليزية: Rotunda) (الجمع: طوارم) متعدد وجوه مُحدَّب ذو زمرة تناظر زوجية. تنشأ بضم مُضلَّعين، في أحدهما ضعف رؤوس الآخر، مثلًا مربع ومُثمَّن، أو مُخمَّس ومُعشَّر، موجودان في مستويين متوازيين، يشكلان قاعدتا الطارمة، ويُسمَّى الأول القاعدة الصغرى والثانية القاعدة الكبرى، يربط بينهما تناوب من المُخمَّسات وزوجين من المثلثات تُشكِّل جوانب الطارمة وتُسمََى الوجوه الجانبية. تشبه الطوارم القباب، ولكن عوضًا عن تناوب مربعات ومثلثات على جوانبها وحول محورها كما هو حال القباب، تتناوب المُخمَّسات وزوجي المثلثات. في القباب تصل الحروف بين القاعدتين مباشرةً، أما في الطوارم، فإن الحروف التي لا تقع في القاعدتين تنتهي في مستوٍ يقع بين القاعدتين.
تصنَّف الطارمة المُخمَّسة ضمن مُجسَّمات جُنسن.
يُمكن إنشاء طارمة نجمية لو كانت قاعدتا الطارمة مضلعين نجميين منتظمين.

## أمثلة
| 3     | 4     | 5     | 6     | 7     | 8     |
| ----- | ----- | ----- | ----- | ----- | ----- |
| مُثلَّثة | مُرَّبعة | مُخمَّسة | مُسدَّسة | مُسبَّعة | مُثمَّنة |

## طوارم نجمية
| 5           | 7           | 9           | 11               |
| ----------- | ----------- | ----------- | ---------------- |
| مُخمَّسة نجمية | مُسبَّعة نجمية | مُتسَّعة نجمية | إحدى عشرية نجمية |